# فريتش
فريتش (بالإنجليزية: Fritch, Texas)‏ هي مدينة تقع بولاية تكساس في شمال شرق الولايات المتحدة. تبلغ مساحة هذه المدينة 3.1 (كم²)، وترتفع عن سطح البحر 974 م، بلغ عدد سكانها 2235 نسمة في عام 2000 حسب إحصاء مكتب تعداد الولايات المتحدة وتصل الكثافة السكانية فيها 710.8 نسمة/كم2.

## التركيبة السكانية
حدّد مكتب تعداد الولايات المتحدة بيانات التركيبة السكانية لفريتش في تعداد الولايات المتحدة. في ما يلي، التركيبة السكانية حسب تعدادي 2000 و2010.

### تعداد عام 2000
بلغ عدد سكان فريتش 2,235 نسمة بحسب تعداد عام 2000، وبلغ عدد الأسر 886 أسرة وعدد العائلات 680 عائلة مقيمة في المدينة. في حين سجلت الكثافة السكانية 532.1 نسمة لكل كيلومتر مربع (1,378.1/ميل2). وبلغ عدد الوحدات السكنية 961 وحدة بمتوسط كثافة قدره 228.8 لكل كيلومتر مربع (592.6/ميل2).
وتوزع التركيب العرقي للمدينة بنسبة 95.53% من البيض و0.09% من الأمريكيين الأفارقة و1.66% من الأمريكيين الأصليين و0.13% من الأمريكيين ذوي الأصول الآسيوية و1.30% من الأعراق الأخرى و1.30% من عرقين مختلطين أو أكثر و4.30% من الهسبانيون أو اللاتينيون من أي عرق.
بلغ عدد الأسر 886 أسرة كانت نسبة 36.9% منها لديها أطفال تحت سن الثامنة عشر تعيش معهم، وبلغت نسبة الأزواج القاطنين مع بعضهم البعض 66.3% من أصل المجموع الكلي للأسر، ونسبة 8.1% من الأسر كان لديها معيلات من الإناث دون وجود شريك،  بينما كانت نسبة 2.4% من الأسر لديها معيلون من الذكور دون وجود شريكة وكانت نسبة 23.3% من غير العائلات. تألفت نسبة 21.6% من أصل جميع الأسر من عدة أفراد يعيشون في نفس المنزل ونسبة 11.7% كانت تتألف من شخص يعيش بمفرده يبلغ من العمر 65 عاماً أو أكثر. وبلغ متوسط حجم الأسرة المعيشية 2.52، أما متوسط حجم العائلات فبلغ 2.93.
بلغ العمر الوسطي للسكان 39.3 عاماً. وكانت نسبة 26.4% من القاطنين تحت سن الثامنة عشر، وكانت نسبة 7.5% بين الثامنة عشر والرابعة والعشرين عاماً، ونسبة 25.8% كانت واقعةً في الفئة العمرية ما بين الخامسة والعشرين والرابعة والأربعين عاماً، ونسبة 24% كانت ما بين الخامسة والأربعين والرابعة والستين، ونسبة 16.4% كانت ضمن فئة الخامسة والستين عاماً فما فوق. يوجد لكل 100 أنثى 98.1 ذكر، ويوجد لكل 100 أنثى في الثامنة عشر من عمرها فما فوق 93.6 ذكر.
بلغ متوسط دخل الأسرة في المدينة 42,098 دولارًا، أما متوسط دخل العائلة فبلغ 46,600 دولارًا. وكان متوسط دخل الذكور 41,134 دولارًا مقابل 21,860 دولارًا للإناث. وسجل دخل الفرد الخاص بالمدينة 17,745 دولارًا. وكانت نسبة 6% من العائلات ونسبة 8.4% من السكان تحت خط الفقر، وكان من هؤلاء نسبة 12.4% تحت سن الثامنة عشر ونسبة 17% في الخامسة والستين من العمر وما فوق.

### تعداد عام 2010
بلغ عدد سكان فريتش 2,117 نسمة بحسب تعداد عام 2010، وبلغ عدد الأسر 842 أسرة وعدد العائلات 613 عائلة مقيمة في المدينة. في حين سجلت الكثافة السكانية 504 نسمة لكل كيلومتر مربع (1,305.4/ميل2). وبلغ عدد الوحدات السكنية 951 وحدة بمتوسط كثافة قدره 226.4 لكل كيلومتر مربع (586.4/ميل2).
وتوزع التركيب العرقي للمدينة بنسبة 95.75% من البيض و0.24% من الأمريكيين الأفارقة و1.04% من الأمريكيين الأصليين و0.14% من الأمريكيين ذوي الأصول الآسيوية و1.04% من الأعراق الأخرى و1.79% من عرقين مختلطين أو أكثر و5.57% من الهسبانيون أو اللاتينيون من أي عرق.
بلغ عدد الأسر 842 أسرة كانت نسبة 35% منها لديها أطفال تحت سن الثامنة عشر تعيش معهم، وبلغت نسبة الأزواج القاطنين مع بعضهم البعض 59.9% من أصل المجموع الكلي للأسر، ونسبة 9.4% من الأسر كان لديها معيلات من الإناث دون وجود شريك،  بينما كانت نسبة 3.6% من الأسر لديها معيلون من الذكور دون وجود شريكة وكانت نسبة 27.2% من غير العائلات. تألفت نسبة 24% من أصل جميع الأسر من عدة أفراد يعيشون في نفس المنزل ونسبة 10.5% كانت تتألف من شخص يعيش بمفرده يبلغ من العمر 65 عاماً أو أكثر. وبلغ متوسط حجم الأسرة المعيشية 2.51، أما متوسط حجم العائلات فبلغ 2.96.
بلغ العمر الوسطي للسكان 38.8 عاماً. وكانت نسبة 26.5% من القاطنين تحت سن الثامنة عشر، وكانت نسبة 6.3% بين الثامنة عشر والرابعة والعشرين عاماً، ونسبة 23.4% كانت واقعةً في الفئة العمرية ما بين الخامسة والعشرين والرابعة والأربعين عاماً، ونسبة 28.6% كانت ما بين الخامسة والأربعين والرابعة والستين، ونسبة 15.3% كانت ضمن فئة الخامسة والستين عاماً فما فوق. وتوزع التركيب الجنسي للسكان بنسبة 50.7% ذكور و49.3% إناث.

## أعلام
- رون وايت

## وصلات خارجية
- The US50 - Cities and Towns in Texas State